# Leucotrieno B4
Leucotrieno B4 é um dos leucotrienos envolvidos no processo de inflamação. É produzido a partir de leucócitos em resposta a mediadores inflamatórios e é capaz de induzir a adesão e ativação de leucócitos no endotélio, que lhes permite ligarem-se e atravessar o tecido.Em neutrófilos, também é um quimioatrator potente, e é capaz de induzir a formação de EROs (Espécies Reativas de Oxigênio) e a libertação de enzimas do lisossomo por estas células. É sintetizado por meio da enzima leucotrieno-A4-hidrolase do leucotrieno A4. 

Síntese de Eicosanoides. (Leucotrienos à direita)